# Louis-Hippolyte Boileau
Louis-Hippolyte Boileau (1898-1948) fue un arquitecto francés. 

## Principales realizaciones

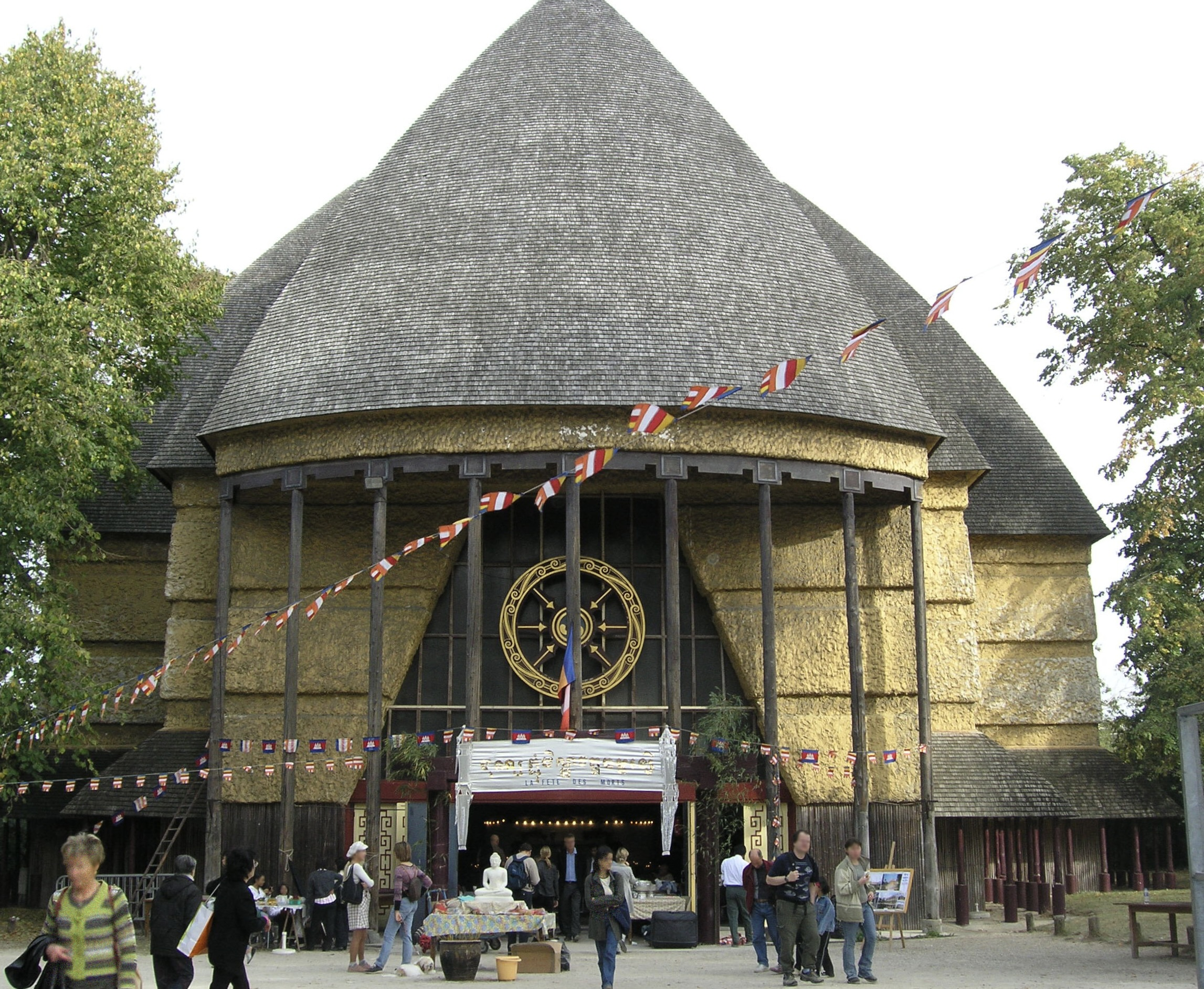
Pabellón de Togo en la Exposition coloniale internationale (1931)en el bosque de Vincennes.

- 1922 - Iglesia de Cutry.

- 1925 - Monumento a los muertos de la guerra 1914-18 de Longwy.

- 1925 - Restaurante Prunier (avenida Víctor-Hugo, 16, París, 16 º distrito).

- 1925 - Participó en la Exposición Art decó en París.

- 1931 - Pabellones de Togo  ( actual pabellón del centro budista en el bosque de Vincennes) y del Camerún en la Exposició colonial de 1931con Charles Carrière.

- 1937 - Palacio de Chaillot en participación.

- 1937 - La entrada del “Parc des expositions de la porte de Versailles” con Léon Azéma.